# Iron Man 3
Iron Man 3 è un film del 2013 co-sceneggiato e diretto da Shane Black.
Basato sul personaggio di Iron Man di Marvel Comics, è il settimo film del Marvel Cinematic Universe (MCU) e il primo della cosiddetta "Fase Due", nonché sequel di Iron Man 2 (2010).
La sceneggiatura è stata scritta da Shane Black e Drew Pearce. Il film è interpretato da Robert Downey Jr., Gwyneth Paltrow, Don Cheadle, Guy Pearce, Rebecca Hall, Stephanie Szostak, James Badge Dale, William Sadler, Miguel Ferrer, Jon Favreau e Ben Kingsley. È il primo film dei Marvel Studios dopo The Avengers (2012) e il primo della cosiddetta "Fase Due" del MCU.
La trama del film prende ispirazione dalla serie a fumetti Extremis di Warren Ellis, qui Tony Stark deve combattere contro un disturbo da stress post-traumatico causato dall'invasione dei Chitauri e al tempo stesso difendersi da un nuovo nemico, il Mandarino, che minaccia di distruggere la sua vita e gli Stati Uniti in generale.

## Trama
Tony Stark ricorda un party avvenuto alla vigilia di Capodanno del 1999 a Berna, quando incontrò la scienziata Maya Hansen, inventrice di Extremis, un siero sperimentale rigenerante capace di guarire da lesioni invalidanti. Lo scienziato zoppo Aldrich Killian offre loro di unirsi alla sua azienda, l'A.I.M., ma Stark rifiuta l'offerta, umiliando Killian lasciandolo sul tetto dell'edificio in sua vana attesa.
Anni dopo, Stark soffre di attacchi di panico in seguito alla battaglia di New York. Non riuscendo a dormire, Stark costruisce dozzine di armature, cosa che lo porta a litigare con la sua fidanzata Pepper Potts. Nel frattempo, in uno degli attacchi rivendicati dal terrorista conosciuto come il Mandarino, il capo della sicurezza di Stark, Happy Hogan, viene gravemente ferito e Stark, in preda alla collera, sfida il Mandarino in diretta televisiva; quest'ultimo manda degli elicotteri a distruggere la villa di Tony a Malibù. Maya Hansen, andata a casa di Stark per avvertirlo che il suo capo Aldrich Killian lavora per il Mandarino, riesce a sopravvivere all'attacco insieme a Pepper. Stark fugge con una delle armature, che l'intelligenza artificiale J.A.R.V.I.S. indirizza verso una cittadina del Tennessee, dove Stark sperava di trovare indizi su una strage simile in modalità a quelle del Mandarino. L'armatura di Stark non ha abbastanza energia per tornare in California, e Stark viene creduto morto.
Aiutato da Harley, un intelligente bambino di 10 anni, Stark indaga sulle rovine di un attacco riconducibile al Mandarino. Scopre che le esplosioni sono state causate da soldati sottoposti al siero Extremis, che essendo in fase sperimentale può provocare l'esplosione di alcuni soggetti a cui viene iniettato. Queste esplosioni sono state poi attribuite a un'organizzazione terroristica per nascondere i difetti di Extremis. Stark affronta due agenti del Mandarino e con l'aiuto di Harley riesce a rintracciare la base del Mandarino a Miami, in cui si infiltra scoprendo che il Mandarino è in realtà un attore inglese, Trevor Slattery, che si dichiara estraneo agli attacchi. Il vero Mandarino si rivela essere Killian, che si è appropriato della ricerca di Maya per curare la sua gamba zoppa e ha poi allargato il programma Extremis ai veterani di guerra feriti, usando Slattery come copertura. Dopo aver catturato Stark e ucciso Maya, Killian rapisce Pepper e le inietta il siero Extremis in modo che Stark sia obbligato ad aiutarlo a rendere stabile il siero e salvare così Pepper.
Killian fa credere ai servizi segreti americani che il Mandarino si trovi in Medio Oriente, portando James Rhodes, ora chiamato Iron Patriot, in una trappola per rubare l'armatura. Stark riesce a fuggire e si riunisce con Rhodes; i due scoprono che Killian intende attaccare l'Air Force One per rapire il presidente Ellis. Stark riesce a salvare gran parte dei passeggeri ma non a impedire che Ellis venga rapito. Stark e Rhodes rintracciano Killian in un cantiere navale, dove intende uccidere il presidente in diretta televisiva. Il vicepresidente, che ha una figlia disabile, diventerebbe così un presidente fantoccio agli ordini di Killian, in modo da poter guarire la figlia con Extremis. Stark chiama in suo aiuto tutte le sue armature, controllate da J.A.R.V.I.S., con Rhodes che salva il presidente mentre Tony cerca di salvare Pepper, sopravvissuta a Extremis, ma la piattaforma su cui si trovano crolla e Pepper cade nel vuoto. Tony affronta Killian e riesce a rinchiuderlo in una delle sue armature, facendola autodistruggere, ma non basta per ucciderlo. Arriva però Pepper, sopravvissuta grazie a Extremis, che uccide Killian, mentre il vicepresidente e Slattery vengono arrestati. Tony successivamente rimuove Extremis dal corpo di Pepper e si fa togliere dal petto sia le schegge che il reattore Arc che le teneva lontane dal cuore.
Nella scena dopo i titoli di coda, Tony, sdraiato su un lettino, sveglia il dott. Bruce Banner, che si era addormentato ascoltando il suo racconto.

## Produzione

### Sviluppo
Il progetto di sviluppare un terzo film dedicato al personaggio di Iron Man era già stato preso in considerazione dai Marvel Studios ancor prima dell'uscita al cinema di Iron Man 2, infatti la casa di produzione aveva preso un accordo con la Paramount Pictures, la quale avrebbe dovuto distribuire i quattro film prodotti dalla Marvel successivi ad Iron Man 2. Dopo l'acquisizione della Marvel Entertainment da parte della Walt Disney Company avvenuta nell'agosto del 2009 si crearono però dei problemi con la casa di distribuzione. La Disney era infatti intenzionata a terminare il precedente accordo preso tra Marvel Studios e Paramount e per questo motivo il 18 ottobre 2010 accettò di pagare alla Paramount la cifra di 115 milioni di dollari per acquistare i diritti di distribuzione in tutto il mondo di The Avengers e Iron Man 3. Lo stesso giorno Disney, Paramount e Marvel Studios annunciarono quindi che la pellicola sarebbe stata distribuita nei cinema statunitensi a partire dal 3 maggio 2013. DMG Entertainment ha co-prodotto la pellicola in Cina, diventando la prima co-produzione di un franchise multimiliardario tra Hollywood e la Cina.
Inizialmente Jon Favreau, già regista dei primi due film dedicati al supereroe, doveva dirigere anche il terzo film del progetto, ma il 14 dicembre 2010 dichiarò che non sarebbe stato lui il regista del film, in quanto aveva precedentemente accettato di dirigere Magic Kingdom, confermando di fatto le voci che circolavano già da qualche mese. Il 17 febbraio 2011 venne quindi ingaggiato Shane Black che aveva già diretto Downey Jr. in Kiss Kiss Bang Bang. Oltre alla regia del film, Black si occupò anche della stesura della sceneggiatura, che venne successivamente rimaneggiata anche da Drew Pearce.

### Casting
Nel film è stata confermata la presenza degli attori Robert Downey Jr., Gwyneth Paltrow e Don Cheadle che sono tornati a interpretare nuovamente i personaggi di Tony Stark, Pepper Potts e James Rhodes. Il casting del film iniziò nel marzo del 2012, con i provini per alcuni ruoli secondari. Nel mese di aprile si iniziò a parlare della possibilità che Ben Kingsley avrebbe potuto interpretare il ruolo del villain Mandarino, e il 31 maggio la notizia venne confermata, ma venne anche annunciato che il Mandarino non sarebbe stato il villain principale del film. Il ruolo del nemico principale di Iron Man (che inizialmente, stando ad una prima bozza dello script, avrebbe dovuto essere una donna, idea successivamente bocciata da Ike Perlmutter per via di un possibile calo nelle vendite del merchandise, ovvero dei giocattoli) venne infatti affidato a Guy Pearce, che era stato aggiunto al cast del film il 20 aprile nel ruolo del genetista Aldrich Killian.
Nel mese di maggio vennero aggiunti al cast gli attori Rebecca Hall, James Badge Dale, Ashley Hamilton e William Sadler rispettivamente nei ruoli della scienziata Maya Hansen, del tenente colonnello Eric Savin, del villain Jack Taggert e del presidente degli Stati Uniti d'America Ellis e venne inoltre confermato che Jon Favreau sarebbe apparso nel film nel ruolo dell'autista di Tony Stark Happy Hogan. A luglio si aggiunsero al cast del film anche le attrici Stephanie Szostak e Dale Dickey, quest'ultima nel ruolo secondario della signora Davis. Il 3 settembre venne inserito nel cast anche l'attore cinese Wang Xueqi nel ruolo di Chen Lu, sostituendo così Andy Lau a cui era stato inizialmente proposto il ruolo, che però rifiutò a causa della nascita del suo primo figlio.
Nel film appare anche Stan Lee, il fumettista creatore di molti personaggi Marvel, che recita in uno dei suoi classici cameo. Alla fine del film, appare nella scena dopo i titoli di coda Mark Ruffalo che, come nel precedente film The Avengers, interpreta il dottor Bruce Banner, lo scienziato che, esposto ad una dose eccessiva di radiazioni gamma, si trasformò nel gigante Hulk.

### Riprese
Le riprese del film iniziarono il 21 maggio 2012 negli EUE/Screen Gems Studios di Wilmington nella Carolina del Nord, per poi spostarsi tra il 4 e il 6 giugno a Cary. Nel mese di luglio, dopo aver effettuato alcune riprese in un ospedale di Wilmington, la produzione si spostò a Rose Hill, per girare nuove sequenze ambientate in un bar e in un ristorante e tra il 19 luglio e il 1º agosto vennero effettuate alcune riprese a Oak Island, sempre in Carolina del Nord. Il 15 agosto 2012, a causa di un lieve infortunio alla caviglia subito da Robert Downey Jr. durante le riprese di uno stunt, le riprese vennero interrotte, ma ripresero pochi giorni dopo.
Il 1º ottobre le riprese si spostarono nei pressi di Dania Beach, nel sud della Florida, e il 4 dello stesso mese alcune scene vennero effettuate a Miami presso Villa Vizcaya. Tra il 10 e l'11 ottobre vennero effettuate alcune riprese all'interno del Miami Beach Resort di Miami Beach e il successivo 1º novembre vennero girate alcune scene aggiuntive presso Villa Vizcaya e in una fabbrica abbandonata di cemento usata come set per ricreare un mercato di un villaggio in Afghanistan. A partire dal 10 dicembre 2012 le riprese si spostarono a Pechino. Le riprese in Cina non hanno coinvolto il cast principale e la troupe. Alcune riprese aggiuntive si sono svolte l'11 gennaio del 2013 presso Manhattan Beach in California e al Grauman's Chinese Theatre di Hollywood.

## Colonna sonora
Il 12 ottobre 2012 il compositore Brian Tyler annunciò sul suo sito web di essere stato scelto per comporre la colonna sonora del film.

## Promozione
Il primo teaser trailer ufficiale del film è stato distribuito sul social network Facebook il 21 ottobre 2012, mentre il primo full trailer è stato distribuito da Apple Trailers il 23 ottobre, giorno in cui è stata diffusa anche la versione in lingua italiana dello stesso. Il 5 marzo 2013 è stato distribuito il secondo full trailer, a cui è seguito poche ore dopo anche la versione in italiano.

## Distribuzione

### Data di uscita
Il film è stato distribuito, anche in 3D, nei cinema statunitensi a partire dal 3 maggio 2013, mentre in Italia è uscito nelle sale il 24 aprile. La versione per la Cina comprende quattro minuti di contenuti in esclusiva, nei quali si vede il Dr. Wu al telefono con Tony Stark e l'operazione di quest'ultimo eseguita dal sopracitato dottore. Anche i trailer cinesi contengono delle immagini tratte da queste scene extra.

### Edizione italiana
La direzione del doppiaggio e i dialoghi italiani sono stati curati da Marco Guadagno, per conto della Dubbing Brothers Int. Italia.

## Accoglienza

### Incassi
A fronte di un budget di produzione di 200 milioni di dollari, Iron Man 3 ha incassato 409013994 $ in Nord America e 857138650 $ nel resto del mondo, per un totale di 1266152644 $.
Il film è il secondo maggior incasso mondiale del 2013, il secondo maggiore incasso nel Nord America del 2013, il 28º film con maggiori incassi nella storia del cinema e l'ottavo film di supereroi con i maggiori incassi di sempre.

### Critica
Il film è stato accolto in modo positivo dalla critica cinematografica. L'aggregatore di recensioni Rotten Tomatoes riporta una percentuale di gradimento del 79% con un voto medio di 7 su 10, basandosi su 327 recensioni; il consenso critico del sito recita: "Con l'aiuto del suo carismatico protagonista, alcune sequenze d'azione impressionanti e persino alcune sorprese, Iron Man 3 è un'avventura spiritosa e divertente e una forte aggiunta al canone Marvel". Su Metacritic ha un punteggio di 62 su 100 basandosi su 44 recensioni.

## Riconoscimenti
- 2014 – Premio Oscar[58]
  - Candidatura ai migliori effetti speciali a Christopher Townsend, Guy Williams, Erik Nash e Dan Sudick
- 2014 – Premio BAFTA[59]
  - Candidatura ai migliori effetti speciali a Christopher Townsend, Guy Williams, Erik Nash e Dan Sudick
- 2013 – BMI Film & TV Award
  - Miglior colonna sonora a Brian Tyler
- 2013 – Golden Schmoes Awards
  - Candidatura al film più sopravvalutato dell'anno
  - Candidatura ai migliori effetti speciali dell'anno
  - Candidatura alla maggior delusione dell'anno
  - Candidatura al poster preferito di un film dell'anno
  - Candidatura al miglior trailer dell'anno
  - Candidatura al miglior DVD/Blu-Ray Disc dell'anno
- 2013 – Golden Trailer Awards
  - Trailer di un Blockbuster dell'estate 2013
  - Candidatura alla miglior azione
  - Candidatura al miglior montaggio sonoro
  - Candidatura al miglior spot TV di un Blockbuster dell'estate 2013
  - Candidatura al miglior poster di un Blockbuster dell'estate 2013
- 2013 – Hollywood Post Alliance
  - Candidatura al sonoro eccezionale a Michael Keller, Mike Prestwood Smith, Mark P. Stoeckinger ed Andrew DeCristofaro
  - Candidatura agli effetti visivi eccezionali a Guy Williams, Matt Aitken, Aaron Gilman, Daniel Macarin e Thrain Shadbolt
  - Candidatura alla classificazione eccezionale dei colori a Steven J. Scott
- 2013 – IGN Summer Movie Awards
  - Miglior adattamento da fumetto a film
- 2013 – Teen Choice Awards
  - Miglior film d'azione
  - Miglior attore in un film d'azione a Robert Downey Jr.
- 2014 – Bollywood Business Award
  - Film straniero più riuscito
- 2014 – Cinema Audio Society
  - Candidatura all'Outstanding Achievement in Sound Mixing for Motion Pictures - Live Action a José Antonio García, Mike Prestwood Smith, Michael Keller, Joel Iwataki, Greg Steele e James Ashwill
- 2014 – Critics' Choice Awards
  - Candidatura ai migliori effetti visivi
  - Candidatura al miglior film d'azione
  - Candidatura al miglior attore in un film d'azione a Robert Downey Jr.
  - Candidatura alla migliore attrice in un film d'azione a Gwyneth Paltrow
- 2014 – Golden Camera
  - Miglior attrice internazionale a Gwyneth Paltrow
- 2014 – International Film Music Critics Award (IFMCA)
  - Candidatura alla miglior colonna sonora per un film d'azione/avventura/thriller a Brian Tyler
- 2014 – Jupiter Award
  - Candidatura al miglior film internazionale a Shane Black
- 2014 – Motion Picture Sound Editors
  - Candidatura al miglior montaggio sonoro, migliori effetti sonori e migliori rumoristi in un film caratterista a Mark P. Stoeckinger, Andrew DeCristofaro, Ann Scibelli, Alan Rankin, Dan O'Connell, John T. Cucci, Tim Walston, Karen Vassar Triest, Charlie Campagna, Shannon Mills e Masanobu 'Tomi' Tomita
- 2014 – MTV Movie & TV Awards[60]
  - Candidatura al miglior cameo a Joan Rivers
  - Candidatura al miglior eroe a Robert Downey Jr.
- 2014 – E! People's Choice Awards
  - Film preferito
  - Film d'azione preferito
  - Attore preferito in un film d'azione a Robert Downey Jr.
  - Candidatura all'attore preferito in un film a Robert Downey Jr.
  - Candidatura all'attrice preferita in un film a Gwyneth Paltrow
  - Candidatura alla coppia preferita in un film a Robert Downey Jr. e Gwyneth Paltrow
- 2014 – Premio Hugo
  - Candidatura alla miglior rappresentazione drammatica, forma lunga
- 2014 – Saturn Award[61]
  - Migliore trasposizione da fumetto a film
  - Miglior attore a Robert Downey Jr.
  - Miglior attore non protagonista a Ben Kingsley
  - Candidatura alla miglior colonna sonora a Brian Tyler
  - Candidatura al miglior attore emergente a Ty Simpkins
- 2014 – Visual Effects Society Awards
  - Candidatura all'Outstanding Visual Effects in a Visual Effects-Driven Feature Motion Picture a Christopher Townsend, Mark G. Soper, Guy Williams e Bryan Grill
  - Candidatura all'Outstanding Virtual Cinematography in a Live Action Feature Motion Picture a Mark Smith, Aaron Gilman, Thelvin Cabezas e Gerardo Ramirez
  - Candidatura all'Outstanding Compositing in a Feature Motion Picture a Michael Maloney, Francis Puthanangadi, Justin van der Lek e Howard Cabalfin
  - Candidatura all'Outstanding Compositing in a Feature Motion Picture a Darren Poe, Stefano Trivelli, Josiah Holmes Howison e Zachariah Zaubi
  - Candidatura all'Outstanding Created Environment in a Live Action Feature Motion Picture a John Stevenson-Galvin, Greg Notzelman, Paul Harris e Justin Stockton
- 2014 – World Stunt Awards
  - Miglior Stunt Specialistico a Sarah Farooqui, Jon Devore, Luke Aikins, Andy Farrington e Craig O'Brien
  - Miglior Lavoro Sodo a Sarah Farooqui, Jon Devore, Luke Aikins, Andy Farrington e Craig O'Brien
  - Candidatura al miglior Coordinatore di Stunt e/o Direttore delle Unità in seconda a Jeff Habberstad, Trevor Habberstad, James M. Churchman, Nick Brandon e Jake Brake

## Altri media

### Videogioco
Il 25 aprile 2013 Gameloft ha pubblicato il videogioco del film in esclusiva per dispositivi mobili. Il gioco è un endless game in cui è possibile sbloccare alcune delle varie armature indossate da Tony Stark e James Rhodes nei film Iron Man, Iron Man 2, The Avengers e Iron Man 3; le armature possono essere sbloccate attraverso dei punti esperienza o tramite l'opzione "Acquisti In-app". Nel gioco sono presenti i classici nemici dell'universo fumettistico di Iron Man, tra cui Dinamo Cremisi, Ezekiel Stane, Laser Vivente e M.O.D.O.K. che, se sconfitti, permettono di sbloccare maggiori punti esperienza di volta in volta e di progredire nella storia del gioco, durante cui Pepper Potts e J.A.R.V.I.S. danno al giocatore suggerimenti e indicazioni importanti per proseguire.